# Speedy Gonzales
Pour les articles homonymes, voir Gonzales.
Pour la chanson, voir Speedy Gonzales (chanson). Pour le film, voir Speedy Gonzales (film).
Speedy Gonzales (ou González, ou anciennement Presto Gonzales en version française), surnommée « la souris la plus rapide de tout le Mexique », est une souris de dessin animé créée par la franchise Looney Tunes (studios Warner Bros.). Elle apparaît pour la première fois le 29 août 1953 dans le court métrage Un plat résistant (Cat-Tails for Two).
Ses traits les plus marquants sont son extrême vitesse et son accent mexicain stéréotypé : il lance souvent des « Ay Caramba ! » ou le célèbre « Santa Tortilla ! ». Il porte habituellement un sombrero jaune démesurément grand, une chemise et un pantalon blancs, comme les peones mexicains, ainsi qu'un petit foulard rouge noué autour du cou.

## Genèse
C'est en 1953 que Speedy Gonzales fait ses débuts au cinéma, dans Un plat résistant (Cat-Tails for Two) de Robert McKimson. Speedy y est représenté de façon plus méchante ; il y est plus maigre et paraît plus « rat » (il arbore une dent de devant en or). Il faudra attendre deux ans afin que l'illustrateur Friz Freleng et l'animateur Hawley Pratt redessinent le personnage de façon plus moderne et lui donnent son aspect définitif, aspect que l'on découvre en 1955 dans le court métrage Speedy Gonzales de Friz Freleng : Y apparaît Sylvestre le chat qui menace un groupe de souris ; celles-ci appellent Speedy à la rescousse, lequel arrive en criant Arriba! Arriba!, qui deviendra sa phrase fétiche. Le dessin animé remporte l'Oscar du meilleur court métrage d'animation en 1956.
Friz Freleng et Robert McKimson ont rapidement fait de Sylvestre l'ennemi récurrent de Speedy dans une série de dessins animés, à l'instar de ce que fit Chuck Jones avec les personnages de Bip Bip et Coyote. Le chat Sylvestre est constamment pris à ses propres pièges et invariablement distancé par la souris, ce qui lui cause toutes sortes de douleurs et d'humiliations : des pièges à souris à la consommation accidentelle de grandes quantités de sauce piquante. D'autres dessins animés mettent ensemble Speedy et son cousin Slowpoke Rodriguez, la « souris la plus lente de tout le Mexique » ; ainsi, et de manière prévisible, Slowpoke se retrouve dans moult problèmes qui nécessitent le secours de Speedy. Dans les années 1960, le principal ennemi de Speedy change : ce sera Daffy Duck le canard. Ce changement sera considéré par certains[Qui ?] comme incongru. Daffy Duck, déjà moralement ambigu, est vu[Par qui ?] comme trop malveillant.

## Speedy don juan
Dans Les Prouesses de Gonzales (Gonzales' Tamales, 1957), les autres souris mexicaines décident de faire appel à « Grosso Mineto » (Sylvestre le chat) pour se débarrasser de lui car « il leur pique toutes les jolies filles ». Les nombreuses conquêtes féminines de Speedy ont longtemps nui à son succès aux États-Unis où on le considérait alors comme un « mauvais exemple » pour la jeunesse, à laquelle étaient destinés les dessins animés de la Warner.

## Controverses

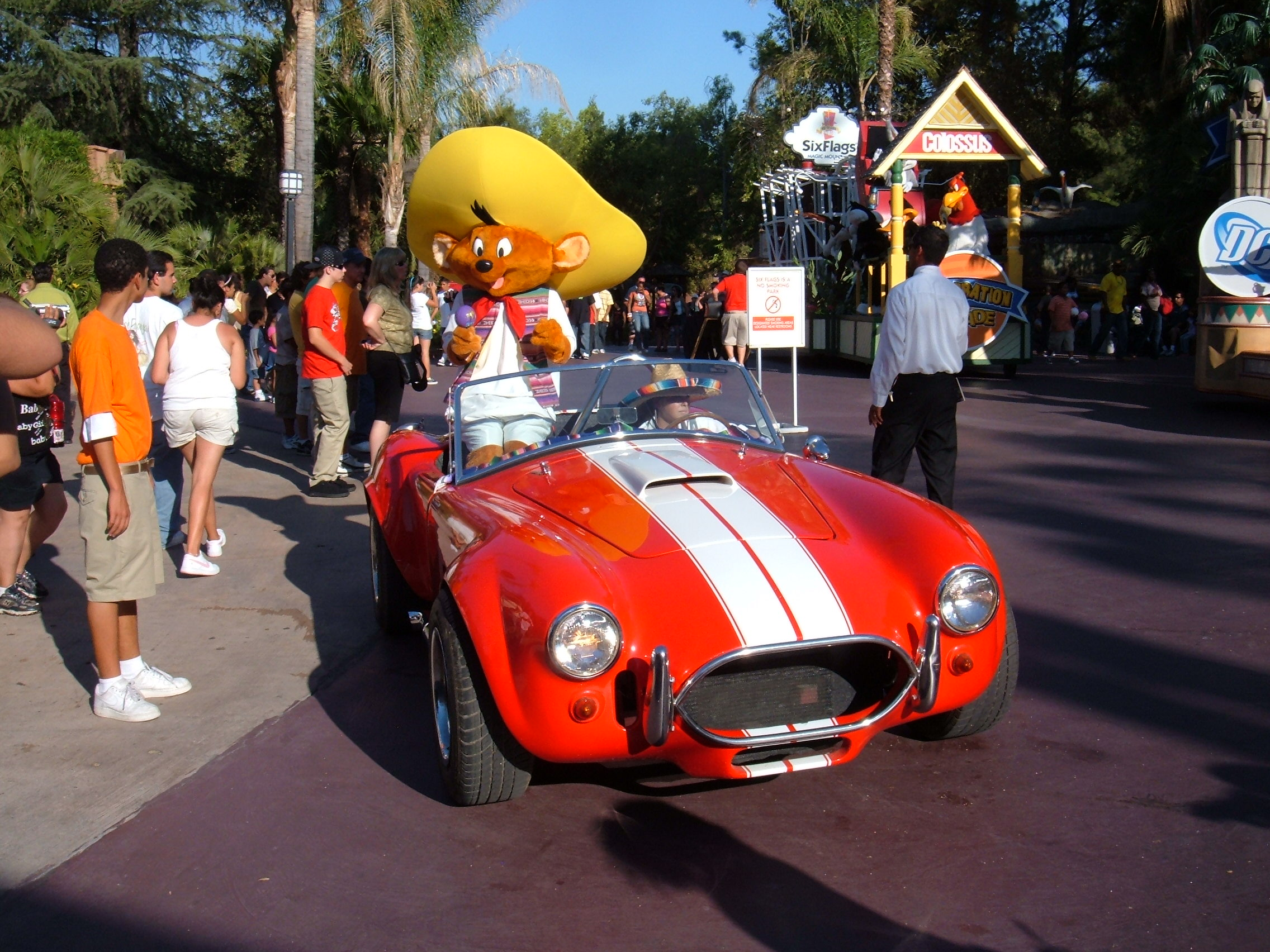
Speedy Gonzales et sa voiture (une AC Cobra) en parade au parc d'attractions Six Flags Magic Mountain de Los Angeles (2007).

Ces dernières années, les dessins animés de Speedy ont été critiqués pour leur supposée représentation stéréotypée des Mexicains et de la vie mexicaine : les souris y sont généralement montrées comme paresseuses, féminines et buveuses, tandis que Speedy porte un énorme sombrero et joue parfois dans un groupe de mariachi (bien que le seul vrai vice de Speedy soit une faiblesse sous-entendue pour les jolies filles, ce qui constitue une autre des principales critiques vis-à-vis du dessin animé). Ces critiques ont poussé la chaîne Cartoon Network à remiser les films de Speedy au moment où elle a obtenu les droits exclusifs de les diffuser (en 1999). Cependant, les campagnes lancées par les fans pour demander la rediffusion de Speedy à la télévision, ainsi que les fortes pressions de la League of United Latin American Citizens qui affirmait que l'intelligence et la personnalité de Speedy véhiculaient une image positive des Mexicains, ont inversé la tendance en faveur de Speedy : en 2002, « la souris la plus rapide de tout le Mexique » reprend du service. En 2003, elle fait même une apparition dans le film Les Looney Tunes passent à l'action dans lequel Speedy se moque de son statut « politiquement incorrect ».
Malgré la controverse sur les stéréotypes potentiellement offensants, Speedy Gonzales est resté un personnage populaire en Amérique latine. De nombreux Hispaniques se souviennent de lui avec tendresse comme d'un personnage mexicain héroïque et vif d'esprit qui a toujours le dessus sur ses adversaires, et ce, à une époque où une telle représentation des Latino-Américains était rare dans les divertissements populaires. L'organisation de défense des droits hispano-américains (League of United Latin American Citizens) a qualifié Speedy d'icône culturelle, et des milliers d'utilisateurs Internet ont apporté leur soutien à Speedy sur les forums de discussion hispaniconline.com. Les campagnes de fans pour remettre Speedy à l'antenne ont permis le retour des courts métrages sur Cartoon Network en 2002. Sur les coffrets de DVD édités par Looney Tunes Golden Collection, une clause de non-responsabilité à toutefois été ajoutée :
« Les dessins animés que vous allez voir sont des produits de leur temps. Ils peuvent véhiculer certains des préjugés ethniques et raciaux qui étaient fréquents dans la société américaine. Ces représentations étaient mauvaises à l'époque et le sont toujours aujourd'hui. Bien que ce qui suit ne représente pas la vision de Warner Bros, ces caricatures sont présentées telles qu'elles ont été créées à l'origine, car faire autrement équivaudrait à affirmer que ces préjugés n'ont jamais existé. »

## Voix de doublage
Aux États-Unis, Mel Blanc est la première voix originale de Speedy Gonzales. En France, Serge Lhorca puis Michel Mella prêtent leur voix à la souris.

## Filmographie
- Un plat résistant (Cat-Tails for Two) (1953)
- Speedy Gonzales (1955)
- Pour une poignée de téquila (Tabasco Road) (1957)
- Les Prouesses de Gonzales (Gonzales' Tamales) (1957)
- Un bec trop crochu (Tortilla Flaps) (1958)
- Les Deux Idiots de Mexicali (Mexicali Shmoes) (1959)
- Aujourd'hui, fromage à volonté (Here Today, Gone Tamale) (1959)
- The Bugs Bunny Show
  - Episode #1.1 (1960) Episode TV
- Les Pesos de l'ouest (West of the Pesos) (1960)
- Pour une poignée de gruyère (Cannery Woe) (1961)
- Le Joueur de flûte de Guadalupe (The Pied Piper of Guadalupe) (1961)
- Nonchalanté contre-attaque (Mexican Boarders) (1962)
- Mineto taureau (Mexican Cat Dance) (1963)
- Supplice épicé (Chili Weather) (1963)
- Un message pour Gracias (A Message to Gracias) (1964)
- Les Dents modernes (Nuts and Volts) (1964)
- The Porky Pig Show (1964), émission TV
- Fric-frac au Far West (Pancho's Hideaway) (1964)
- Sur la route d'Andalay (Road to Andalay) (1964)
- On a toujours besoin d'une petite souris chez soi (It's Nice to Have a Mouse Around the House) (1965)
- Sylvestre, ça va être ta fête (Cats and Bruises) (1965)
- La Course affolée (The Wild Chase) (1965)
- Moby Duck (1965)
- Viva Daffy ou Salve d'honneur (Assault and Peppered) (1965)
- Que d'eau, que d'eau (Well Worn Daffy) (1965)
- Tel épis qui croyait prendre ou Corbeau contre canardo (Chili Corn Corny) (1965)
- En piste pour le twist (Go Go Amigo) (1965)
- Une cohabitation d'enfer (The Astroduck) (1966)
- Mucho Locos (1966)
- Mexican Mousepiece (1966)
- Daffy à votre service ou Un gros rat (Daffy Rents) (1966)
- Ma sorcière mal-aimée ou Superstitions (A-Haunting We Will Go) (1966)
- De quel bois je me chauffe (Snow Excuse) (1966)
- A Squeak in the Deep (1966)
- Feather Finger (1966)
- Swing Ding Amigo (1966)
- A Taste of Catnip (1966)
- Daffy's Diner (1967)
- Bienvenue au club (Quacker Tracker) (1967)
- The Music Mice-Tro (1967)
- Pour quelques fromages de plus (The Spy Swatter) (1967)
- La ville fantôme (Speedy Ghost to Town) (1967)
- La Route vers le vedettariat ou Vedette et Doublure (Rodent to Stardom) (1967)
- Go Away Stowaway (1967)
- Cette fiesta, quel fiasco ! ou Fiesta service (Fiesta Fiasco) (1967)
- Skyscraper Caper (1968)
- La machine à remonter le temps ou Les Gladiateurs (See Ya Later Gladiator) (1968)
- The Bugs Bunny/Road Runner Hour (1968), série télévisée, voix par Mel Blanc
- Bugs Bunny's Howl-oween Special (1978) (TV), voix par Mel Blanc
- The Daffy Duck Show (1978), série télévisée, voix par Mel Blanc
- The Chocolate Chase (1980) (TV), voix par Mel Blanc
- Daffy Duck's Easter Show (1980) (TV), voix par Mel Blanc
- The Sylvester & Tweety, Daffy & Speedy Show (1981) série télévisée, voix par Mel Blanc
- Le Monde fou, fou, fou de Bugs Bunny (Looney, Looney, Looney Bugs Bunny Movie) (1981), voix par Mel Blanc
- Les 1001 contes de Bugs Bunny (1982), voix par Mel Blanc 
autre titre : Bugs Bunny's 3rd Movie: 1001 Rabbit Tales - USA (titre original)
- L'Île fantastique de Daffy Duck (Daffy Duck's Movie: Fantastic Island) (1983), voix par Mel Blanc
- The Bugs Bunny/Looney Tunes Comedy Hour (1985) série télévisée, voix par Mel Blanc
- The Bugs Bunny and Tweety Show (1986) série télévisée, voix par Mel Blanc
- Les Tiny Toons (Tiny Toon Adventures) (1990)
- Les sports de Wacko (Son of Wacko World of Sports) (1991), épisode TV, voix par Joe Alaskey
- Les Looney Tunes passent à l'action (Looney Tunes: Back in Action) (2003), voix par Eric Goldberg (comme Speedy Gonzalez)
- Le Noël des Looney Tunes (Bah Humduck! A Looney Tunes Christmas) (2006), voix par Bob Bergen
- Looney Tunes Show (2011), (The Looney Tunes Show) voix par Fred Armisen

## Distinctions
- Oscars 1956 : meilleur court métrage d'animation pour Speedy Gonzales (pour le producteur Edward Selzer)